# Supervalu
Supervalu ist ein US-amerikanisches Lebensmittel-Einzelhandelsunternehmen mit Firmensitz in Eden Prairie, Minnesota.
Das Unternehmen wurde 1870 von Hugh G. Harrison gegründet.
Am 2. Juni 2006 erwarb Supervalu das US-amerikanische Einzelhandelsunternehmen Albertsons. Im März 2013 wurde Albertsons und einige weitere Tochterketten an Cerberus Capital Management veräußert.
Ende Juli 2018 wurde die Übernahme durch United Natural Foods bekannt gegeben.